# Felipe Costi Santarosa
Felipe Costi Santarosa (Porto Alegre, 17 september 1969) is een Braziliaans diplomaat. Sinds 2025 is hij de ambassadeur van Brazilië in Suriname.

## Biografie
Felipe Costi Santarosa slaagde in 1993 met een bachelorgraad in rechten aan de federale universiteit van Rio Grande do Sul in zijn geboortestad Porto Alegre in Zuidoost-Brazilië. Hierna vertrok hij naar de hoofdstad Brasilia om voor het ministerie van Buitenlandse Zaken te werken. Van 1994 tot 1995 specialiseerde hij zich aan de diplomatenschool Instituto Rio Branco in Brasilia en behaalde een bachelorgraad in diplomatie. Tussen 2008 en 2011 volgde hij daar ook nog een hogere beroepsopleiding in internationale betrekkingen. Hij werkte sinds 2010 in diplomatieke functies in Zuid-Afrika, de Verenigde Staten en Ierland, en tussendoor ook op het ministerie in Brasilia.
Medio november 2024 werd de presidentiële nominatie van Santarosa als ambassadeur in Suriname behandeld door de Braziliaanse senaat. Na goedkeuring overhandigde hij zijn geloofsbrieven op 26 februari 2025 in het Surinaamse Presidentiële Paleis aan president Chan Santokhi. Hiermee volgde hij Raphael Azeredo op die in september 2024 afscheid nam.